# Lutzomyia digitata
Lutzomyia digitata är en tvåvingeart som först beskrevs av Damasceno R. G., Arouck R. 1950.  Lutzomyia digitata ingår i släktet Lutzomyia och familjen fjärilsmyggor. Inga underarter finns listade i Catalogue of Life.